# Xã Washington, Quận Smith, Kansas
Xã Washington (tiếng Anh: Washington Township) là một xã thuộc quận Smith, tiểu bang Kansas, Hoa Kỳ. Năm 2010, dân số của xã này là 57 người.